# Olimpia Milano
Olimpia Milano ist einer der erfolgreichsten italienischen Basketballvereine. Der Club aus Mailand ist mit 31 nationalen Titelgewinnen italienischer Rekordmeister, gewann dreimal den Europapokal der Landesmeister und spielt in der Serie A. Die Spiele werden im UnipolForum ausgetragen, welches bei Basketballspielen 12.500 Plätze bietet. Offiziell trägt der Verein den Sponsorennamen EA7 Emporio Armani Milano.

## Sponsorennamen
- 1930–1955: Borletti
- 1955–1973: Simmenthal
- 1973–1975: Innocenti
- 1975–1978: Cinzano
- 1978–1983: Billy
- 1983–1986: Simac
- 1986–1988: Tracer
- 1988–1993: Philips
- 1994–1998: Stefanel
- 1998–2002: Adecco
- 2002–2003: Pippo
- 2003–2004: Breil
- 2006–2012: Armani Jeans
- 2012–2018: EA7 Emporio Armani
- 2018–2022: AX Armani Exchange
- Seit 2022: EA7 Emporio Armani

## Weitere Erfolge
- Landesmeisterpokal-Finale: 1967
- Saporta Cup: 1971, 1972, 1976
- Saporta-Cup-Finale: 1984, 1998
- Korać-Cup-Finale: 1995, 1996
- Italienischer-Basketballpokal-Finale: 1970, 1991

## Aktueller Kader
| Nr. | Nat.                   | Name             | Position | Geburt     | Größe  | Info |
| --- | ---------------------- | ---------------- | -------- | ---------- | ------ | ---- |
| 0   | Slowenien              | Vlatko Čančar    | Forward  | 10.04.1997 | 197 cm |      |
| 1   | /                      | Niccolò Mannion  | Guard    | 14.03.2001 | 190 cm |      |
| 2   | /                      | Lorenzo Brown    | Guard    | 26.08.1990 | 196 cm |      |
| 3   | Vereinigtes Konigreich | Quinn Ellis      | Guard    | 01.04.2003 | 195 cm |      |
| 5   | Frankreich             | Fabien Causeur   | Guard    | 16.06.1987 | 196 cm |      |
| 6   | Vereinigte Staaten     | Devin Booker     | Center   | 28.02.1991 | 205 cm |      |
| 7   | Italien                | Stefano Tonut    | Guard    | 07.11.1993 | 194 cm |      |
| 10  | /                      | Leandro Bolmaro  | Guard    | 11.09.2000 | 200 cm |      |
| 12  | Vereinigte Staaten     | Armoni Brooks    | Guard    | 05.06.1998 | 194 cm |      |
| 16  | /                      | Zach LeDay       | Forward  | 30.05.1994 | 202 cm |      |
| 17  | Italien                | Giampaolo Ricci  | Forward  | 27.09.1991 | 201 cm | C    |
| 21  | Italien                | Diego Flaccadori | Guard    | 05.04.1996 | 193 cm |      |
| 23  | Serbien                | Marko Gudurić    | Guard    | 08.03.1995 | 196 cm |      |
| 25  | Senegal                | Ousmane Diop     | Center   | 19.02.2000 | 204 cm |      |
| 31  | /                      | Shavon Shields   | Forward  | 05.06.1994 | 201 cm |      |
| 32  | /                      | Josh Nebo        | Center   | 16.08.1992 | 206 cm |      |
| 42  | Vereinigte Staaten     | Bryant Dunston   | Forward  | 28.05.1986 | 203 cm |      |

| Nat.    | Name           | Position   |
| ------- | -------------- | ---------- |
| Italien | Ettore Messina | Head Coach |

| Abk. | Bedeutung                       |
| ---- | ------------------------------- |
| Nr.  | Trikotnummer                    |
| Nat. | Nationalität                    |
| C    | Mannschaftskapitän              |
| S    | Suspension                      |
|      | Verletzungsbedingte Inaktivität |

## Bedeutende ehemalige Spieler
- Bill Bradley 1 Saison: '65/'66
- Mike D’Antoni 13 Saisons: '77–'90
- Dino Meneghin 11 Saisons: '81–'90, '93–'95
- Roberto Premier 8 Saisons: '81–'89
- Antoine Carr 1 Saison: '83/'84
- Joe Barry Carroll 1 Saison: '84/'85
- Riccardo Pittis 9 Saisons: '84–'93
- Bob McAdoo 4 Saisons: '86–'90
- Antonello Riva 5 Saisons: '89–'94
- Aleksandar „Saša“ Đorđević 2,5 Saisons: '92–'94, '04/'05
- Hugo Sconochini 4 Saisons: '93–'95, '02–'04
- Dejan Bodiroga 2 Saisons: '94–'96
- Gregor Fučka 3 Saisons: '94–'97
- Ferdinando Gentile 3,5 Saison: '94–'96, '96/'97, '97/'98
- Alessandro De Pol 3 Saisons: '94–'97
- Rolando Blackman 1 Saison: '95–'96
- Thurl Bailey 1 Saison: '97–'98

## Auszeichnungen
Die italienische Sportzeitung Gazzetta dello Sport wählte Tracer Milano 1987 zu „Italiens Mannschaft des Jahres“.